# St. Trinitatis (Kleinvargula)

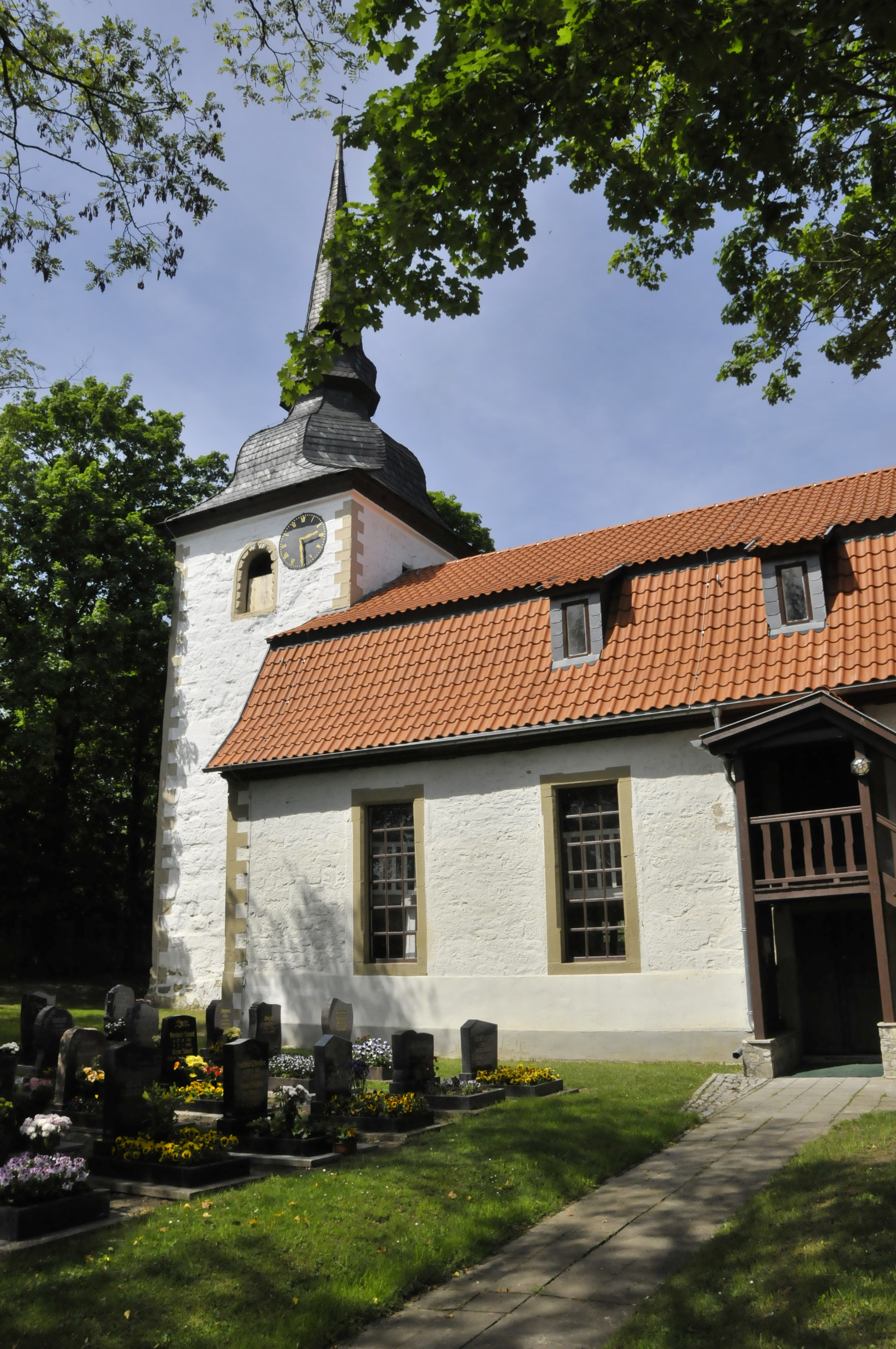
Kleinvargula, St. Trinitatis

Die evangelisch-lutherische Kirche St. Trinitatis  steht erhöht in Ortsrandlage von Kleinvargula, einem Ortsteil der Gemeinde Herbsleben im Unstrut-Hainich-Kreis in Thüringen. St. Trinitatis ist der Pfarrei Großvargula im Kirchenkreis Mühlhausen der Evangelischen Kirche in Mitteldeutschland zugeordnet.

## Beschreibung
Die Saalkirche erhielt im Westen Anfang des 18. Jahrhunderts einen Kirchturm mit welscher Haube und hohem spitzen Helm. Die Klangarkaden im Turm haben die Jahreszahl 1581 und sind mit Bossenwerk umrahmt. Das Kirchenschiff ist mit einem Mansarddach bedeckt. Der Innenraum wird von einem hölzernen Tonnengewölbe überspannt. An den Längsseiten befinden sich zweigeschossige Emporen mit verglasten Patronatslogen. Auf der Empore im Westen steht die Orgel. Sie hat zwölf Register, verteilt auf zwei Manuale und Pedal, und wurde um 1860 von einem unbekannten Orgelbauer gebaut.
Der architektonische Aufbau des Kanzelaltars von 1774 symbolisiert das Alte und Neue Testament mittels Putten mit Gesetzestafeln, Kelch und Siegesfahne. An der Westwand befinden sich stark überarbeitete Tafelbilder von 1589, die das Abendmahl, die Geburt Christi und die Anbetung der Könige darstellen. Die zwei Epitaphien mit den Bildnissen derer von Eckstett wurden neu gefasst. Die Verstorbenen stehen in schmuckem Harnisch vor einer Blendnische.
Am 29. Juni 2019 kam die dritte Glocke für die Kirche hinzu. Sie erklang im November 2019 zum Jubiläum der Kirchweihe vor 300 Jahren das erste Mal.
In den 1980er Jahren wurde die Kirche renoviert.